# 陶維慈
陶維慈（越南语：／，1572年—1634年10月17日），越南鄭阮紛爭時期廣南阮主的士大夫，佛主阮福源的謀士和軍師。

## 生平
洪福元年（1572年），陶維慈出生在清華處靜嘉府玉山縣花齋社（今屬清化省宜山市社海仁社），其父陶佐漢是一名倡優，在陶維慈五歲時候逝世了。陶維慈自幼與母親武氏金梔（Vũ Thị Kim Chi）相依為命。14歲時，陶維慈被母親送往教書先生阮德科（Nguyễn Đức Khoa）門下學習儒學。然而，由於陶維慈是倡優之子，無法參加後黎朝的科舉考試。
後來武氏金梔向一名名叫劉明方（Lưu Minh Phương）的下級官員行賄，將陶維慈的陶姓改為武姓，並使他得到了參加科舉考試的機會。光興十五年（1592年），陶維慈通過科舉考試後、前往昇龍參加會試。劉明方要求武氏金梔嫁給自己作為報答，但被拒絕了。劉明方大怒，將此事告訴了上級。武氏金梔十分自責，割喉自盡。母親的逝世和科考的失敗使陶維慈得了一場大病。在賦閒在家幾年之後，陶維慈來到了南方，投奔廣南地區的阮主。
陶維慈最初在肇豐府武昌縣逗留了一個多月，試圖前往覲見佛主阮福源，但沒有成功。此後陶維慈聽說歸仁府勘理陳德和被阮主看重，遂投身於歸仁府叢珠社（今屬平定省怀仁县蓬山市镇）地主祝鄭龍（Chúc Trịnh Long）的家中為之放牛。陶維慈此行的原因是祝鄭龍是陳德和的鄰居，希望能夠通過陳德和的推薦覲見佛主。
陶維慈在祝鄭龍宴請賓客時高談闊論，引經據典，使得滿座皆驚。祝鄭龍遂將陶維慈引薦給陳德和。陳德和在領略了陶維慈的學識之後，將自己的女兒嫁給了他，並邀請他擔任家中的私塾先生。此時，陶維慈寫下了越南歷史上著名的詩作《臥龍崗》，將自己比作中國歷史上的諸葛亮。
永祚九年（1627年），阮軍在日麗江口擊敗鄭軍，陳德和在覲見佛主祝賀大捷時，將《臥龍崗》呈獻給了佛主。在讀了此詩之後，佛主阮福源要求陳德和讓陶維慈前來覲見。
為了試探陶維慈，阮福源身著便服，站在府邸門口的接見陶維慈。這在儒家文化中表示對人的一種不尊重。陶維慈遠遠望見了佛主，卻沒有上前與之談話，直到阮福源身著正裝在正門再次接見他時方才開口說話。陶維慈向阮福源闡述了自己對鄭阮分據南北對峙的觀點和建議。在這次長時間的談話之後，阮福源十分讚賞他的才學，任命他為衙尉內贊，封祿溪侯（越南语：／），掌管內外軍機重事，參理國政。
德隆元年（1629年）冬，後黎朝廷遣阮克明晉封佛主為太傅瑞國公，並命令佛主前往升龍覲見皇帝。陶維慈聲稱這個命令並非皇帝本意，而是出自鄭梉的授意。佛主一旦前往覲見黎帝，將無法返回順化。他提出暫且接受皇帝詔書，然後在今廣平省北部修建防禦工事長育壘，以抵禦未來鄭主軍隊的入侵。德隆二年（1630年）春，長育壘修築一個多月即告完成。隨即，陶維慈製造了一個雙底的托盤，將後黎朝皇帝要求阮福源臣服的詔書以及阮福源拒絕臣服的奏章裝在底層。隨後派遣文匡作為謝恩使，將金銀珠寶裝在上層，同這兩封書信一起送往昇龍。鄭梉未能預料到陶維慈的計謀，收下了禮物。直到使團回到順化後，鄭梉才發現中計。憤怒之下，鄭梉率領大軍南下討伐阮福源，拉開了鄭阮紛爭的序幕。
當時，佛主控制順化、廣南二處，北與鄭主治下的乂安處布政州接壤，不利於阮主防守。德隆二年（1630年）冬，阮福源下令奪取布政州𤅷江以南部分，自此鄭阮以𤅷江為分界線，以北屬於鄭主，習稱北河（外路），以南屬於阮主，稱作南河（内路）。德隆三年（1631年），陶維慈又建議佛主在𤅷江邊修築新壘，認為新壘易守難攻，勝於長育壘十倍。但是，當時佛主財政緊張，難以拿出足夠的銀錢修築新壘。結果陶維慈稱病在家，不再為佛主出謀劃策。佛主無奈之下，命令阮有鎰監督修築新壘，數月之後，新壘才修築完成，俗稱柴壘。柴壘修築完成後，成為扼守南北的一大軍事要塞，鄭軍再也沒能攻入過阮主境內。
陶維慈還曾建議佛主確立選拔人才的考試制度，並一手提拔了大將阮有進，並將女兒嫁給了他。
德隆六年（1634年），在出仕阮主七年之後，陶維慈因病逝世，葬於歸仁府叢珠社。阮主追贈協同謀德功臣、特進、柱國、金紫榮祿大夫、太常寺卿、祿溪侯，諡忠良。後又加封為緯國嘉謀扶運贊治之神，以蓬山縣同曳坊作為寓祿。
阮朝嘉隆四年（1805年），阮廷評定阮主時期的功臣，陶維慈憑功勞列在上等，附祀太廟。嘉隆九年（1810年），列祀開國功臣廟。明命十二年（1831年），追贈陶維慈為開國功臣、特進、榮祿大夫、東閣大學士、太師，封弘國公（越南语：／），仍諡忠良。

## 評價
《大南列傳前編》稱讚陶維慈“有文武才略，輔政八年，勳業炳然，為開國功臣之冠”。
陶維慈作越南曆史上有名的謀臣，受到當代越南人的尊敬。許多越南城市的街道以陶維慈的名字命名。

## 腳註
1. 1 2  Tôn Thất Bình, p. 9
2. 1 2 3  《越南史略》第212頁。
3. 1 2  Tôn Thất Bình, p. 10
4. ↑  Tôn Thất Bình, p. 12
5. 1 2  Tôn Thất Bình, p. 13
6. 1 2  Phan Khoang, p. 135
7. 1 2 3  Chapuis, p.125
8. ↑  《越南史略》第214頁。